# Нильсен, Сири
Сири Анн Нильсен (норв. Siri Anne Nilsen, родилась 12 апреля 1985 в Осло, Норвегия) — норвежская певица и актриса дубляжа. Родители Сири — исполнители фолк-музыки Лиллебьорн и Шари Нильсен. Сири Нильсен отличается искренностью написания песен, выразительностью и диапазоном голоса, характеризуемого как уникальный и безукоризненный. Пение на первых двух альбомах часто сопровождается её с игрой на укулеле в пальцевом стиле.
Нильсен дебютировала в 2007 году и в декабре 2011 года была номинирована на премию Spellmannprisen — норвежский аналог Грэмми в категории «Лучшая исполнительница». Стала лауреатом премии в 2014 году в категории «лучший поэт-песенник» за альбом Skyggebokser.
Несколько лет работала актрисой дубляжа, озвучивая персонажей в Норвегии для нескольких художественных фильмов и телевидения, в основном анимационных.

## Биография
Сири Нильсен родилась в Осло, выросла в районе Сагене. В детстве появлялась в двух норвежских фильмах «Over Stork Og Stein» (1994) и «Maja Steinansikt» (1996).
В возрасте около двадцати лет Нильсен танцевала в балете, прежде чем принять решение посвятить себя музыкальной карьере. В это время она вернулась к «тайной записной книжке, полной песен, которые она сочиняла в раннем подростковом возрасте», чтоб выразить себя. Сири впервые выступила публично в «Den Gode Kafe» в Осло в апреле 2007.
В октябре 2008 года Сири Нильсен победила на конкурсе среди новых исполнителей при поддержке норвежского лейбла Grappa. При награждении за лучший дебют жюри охарактеризовали её как имеющую «смелость писать простые, личные и сокровенные тексты песен на норвежском языке». Как часть награды, Нильсен получила контракт на запись, который реализовался в 2009 году в виде Vi som ser i mørket.
Как актриса дубляжа художественных фильмов и телевидения, Нильсен озвучивала Кармен Кортес в «Дети шпионов 2: Остров несбывшихся надежд», Лизу Симпсон в полнометражном мультфильме «Симпсоны в кино», Хару в аниме «Возвращение кота» и многих других.

### Alle snakker sant
Нильсен написала песни в конце зимы. Она сказала, что в то время слова должны были успокоить её, но к началу лета, когда она записала их, она была уже в другом расположении духа (эти треки были записаны в репетиционной комнате рядом с местом, где она живёт).
Aftenposten характеризует тексты песен как «хорошо и честно написанные». Другой рецензент описал альбом так: «необыкновенно искусное сочетание ярких цветов с тонкими оттенками тьмы», добавив, «это обычно мешает этой легкой, ловкой музыке становиться чрезмерно милой».
Похож на предыдущий альбом, многие рецензенты сосредоточились на голосе Сири. Сингл «Alle snakker Sant», получил высокую оценку на страницах The Guardian и среди норвежских музыкальных критиков. Альбом был выпущен в Великобритании 9 апреля 2012.

## Исполнитель
Один писатель описал стиль Нильсен как «увлекательный гибрид меланхолии, ранимой сладости и внутренней силы…».
В дополнение к сольной карьере, Нильсен выступает вместе с живущими в Осло музыкальным и поэтическим сообществом Blues Run The Game, например, Арилдом Хаммеро и Йенс Сарелюсом.
15 декабря 2011 года было объявлено о номинации Сири Нильсен на Spellemannprisen в категории «Лучшая певица» за её альбом Alle snakker Sant . Церемония награждения проходила в Национальном театре Осло 14 января 2012 года.

## Личная жизнь
Сири Нильсен выросла в музыкальной семье, её родители исполнители фолк-музыки Лиллебьорн и Шари Нильсен. Первую песню написала, когда ей было шесть лет.
В ноябре 2011 года Нильсен вместе со своим отцом выступила на норвежском ночном ток-шоу Senkveld med Thomas og Harald. Она исполнила сингл «Alle snakker sant», а её отец аккомпанировал на укулеле.
В июне 2012 года у Сири Нильсен и норвежского актёра и комика Андерса Бая родилась дочь.

## Награды
- 2014: «Spellemannprisen» в категории лучший поэт-песенник за альбом  Skyggebokser

## Дискография

### Студийные альбомы
- 2009 — Vi som ser i mørket
- 2011 — Alle snakker sant
- 2014 — Skyggebokser

### Концертные альбомы
- 2012 — Siri Nilsen: Live fra Rockefeller Music Hall

### Синглы
- 2011 — «Alle snakker sant»
- 2013 — «Death Hanging» (Сюзанна Валлумрод[англ.] при участии Сири Нильсен и Сусанне Суннфёр)

## Озвучка ролей
| Фильмы и телевизионные роли — Норвегия — Дублирование      | Роль                | Год  |
| ---------------------------------------------------------- | ------------------- | ---- |
| «Элвин и бурундуки 3»                                      | Brittany            | 2011 |
| «Дружба — это чудо»                                        | Applejack           | 2010 |
| «Клуб Винкс: Тайна затерянного королевства»                | Bloom               | 2010 |
| «Мармадюк»                                                 | Barbara             | 2010 |
| «Звёздные войны: Войны клонов»                             | Ahsoka «Snips» Tano | 2008 |
| Drømmehagen (In the Night Garden)                          |                     | 2007 |
| Edgar og Ellen (Edgar & Ellen)                             |                     | 2007 |
| Jungeldyret Hugo på ville veier                            |                     | 2007 |
| Sykkelmyggen og dansemyggen                                |                     | 2007 |
| «Финес и Ферб»                                             | Candace Flynn       | 2007 |
| «Ведьмина служба доставки»                                 | Kiki                | 2007 |
| «Симпсоны в кино»                                          | Лиза Симпсон        | 2007 |
| Tommys ville venner (Pet Alien)                            |                     | 2005 |
| «Возвращение кота»                                         | Haru                | 2005 |
| «Суперсемейка»                                             | Kari                | 2004 |
| «Питер Пэн: Возвращение в Нетландию»                       | Jane                | 2002 |
| «Дети шпионов 2: Остров несбывшихся надежд»                | Carmen Cortez       | 2002 |
| Den ville familien Thornberry (The Wild Thornberrys Movie) | Sarah Wellington    | 2002 |
| «Ким Пять-с-плюсом»                                        | Bonnie Rockwaller   | 2002 |
| «Покемон 3»                                                | Molly Hale          | 2001 |
| «Утки в городе»                                            |                     | 2001 |
| Furi og den magiske skogen (El Bosque Animado)             |                     | 2001 |
| «Леди и Бродяга 2: Приключения Шалуна»                     | Danielle            | 2001 |
| «Джимми Нейтрон: Мальчик-гений»                            | Cindy Vortex        | 2001 |
| «102 далматинца»                                           |                     | 2000 |
| Hjelp! Jeg er en fisk (Help! I’m a Fish)                   | Stella              | 2000 |
| «Покемон 2000»                                             | Maren               | 2000 |
| Babar — Elefantenes konge (Babar: King of the Elephants)   | B. Celeste          | 1999 |
| Pippi på Sjørøverøya                                       |                     | 1999 |
| Madeline (Madeline)                                        |                     | 1998 |
| «Приключения Флика»                                        |                     | 1998 |
| «Король Лев 2: Гордость Симбы»                             | Young Kiara         | 1998 |